# Australie aux Jeux olympiques d'hiver de 1972
Cet article contient des informations sur la participation et les résultats de l'Australie aux Jeux olympiques d'hiver de 1972, qui ont eu lieu à Sapporo au Japon. 

## Résultats

### Ski alpin

#### Hommes
| Athlète         | Épreuve      | Classification | Classification | Finale          | Finale          | Finale          | Finale          | Finale          | Finale          |
| Athlète         | Épreuve      | Temps          | Rang           | Manche 1        | Rang            | Manche 2        | Rang            | Total           | Rang            |
| --------------- | ------------ | -------------- | -------------- | --------------- | --------------- | --------------- | --------------- | --------------- | --------------- |
| Steven Clifford | Descente     | –              | –              | –               | –               | –               | –               | 2 min 02 s 90   | 44              |
| Steven Clifford | Slalom géant | –              | –              | 1 min 44 s 75   | 44              | 1 min 49 s 50   | 36              | 3 min 34 s 25   | 36              |
| Steven Clifford | Slalom       | Disqualifié    | Disqualifié    | N'a pas terminé | N'a pas terminé | N'a pas terminé | N'a pas terminé | N'a pas terminé | N'a pas terminé |
| Malcolm Milne   | Descente     | –              | –              | –               | –               | –               | –               | 1 min 55 s 48   | 23              |
| Malcolm Milne   | Slalom géant | –              | –              | 1 min 37 s 94   | 31              | 1 min 44 s 26   | 28              | 3 min 22 s 20   | 29              |
| Malcolm Milne   | Slalom       | Disqualifié    | Disqualifié    | 1 min 03 s 73   | 33              | 1 min 01 s 99   | 26              | 2 min 05 s 72   | 24              |

### Patinage de vitesse
| Athlète      | Épreuve  | Finale         | Finale |
| Athlète      | Épreuve  | Temps          | Rang   |
| ------------ | -------- | -------------- | ------ |
| Colin Coates | 500 m    | 44 s 74        | 36     |
| Colin Coates | 1 500 m  | 2 min 12 s 14  | 24     |
| Colin Coates | 5 000 m  | 8 min 09 s 35  | 23     |
| Colin Coates | 10 000 m | 16 min 29 s 94 | 18     |
| Jim Lynch    | 500 m    | 43 s 51        | 35     |
| Jim Lynch    | 1 500 m  | 2 min 26 s 69  | 39     |

## Référence
- (en) Cet article est partiellement ou en totalité issu de l’article de Wikipédia en anglais intitulé « Australia at the 1972 Winter Olympics » (voir la liste des auteurs).